# مادية (اقتصاد)

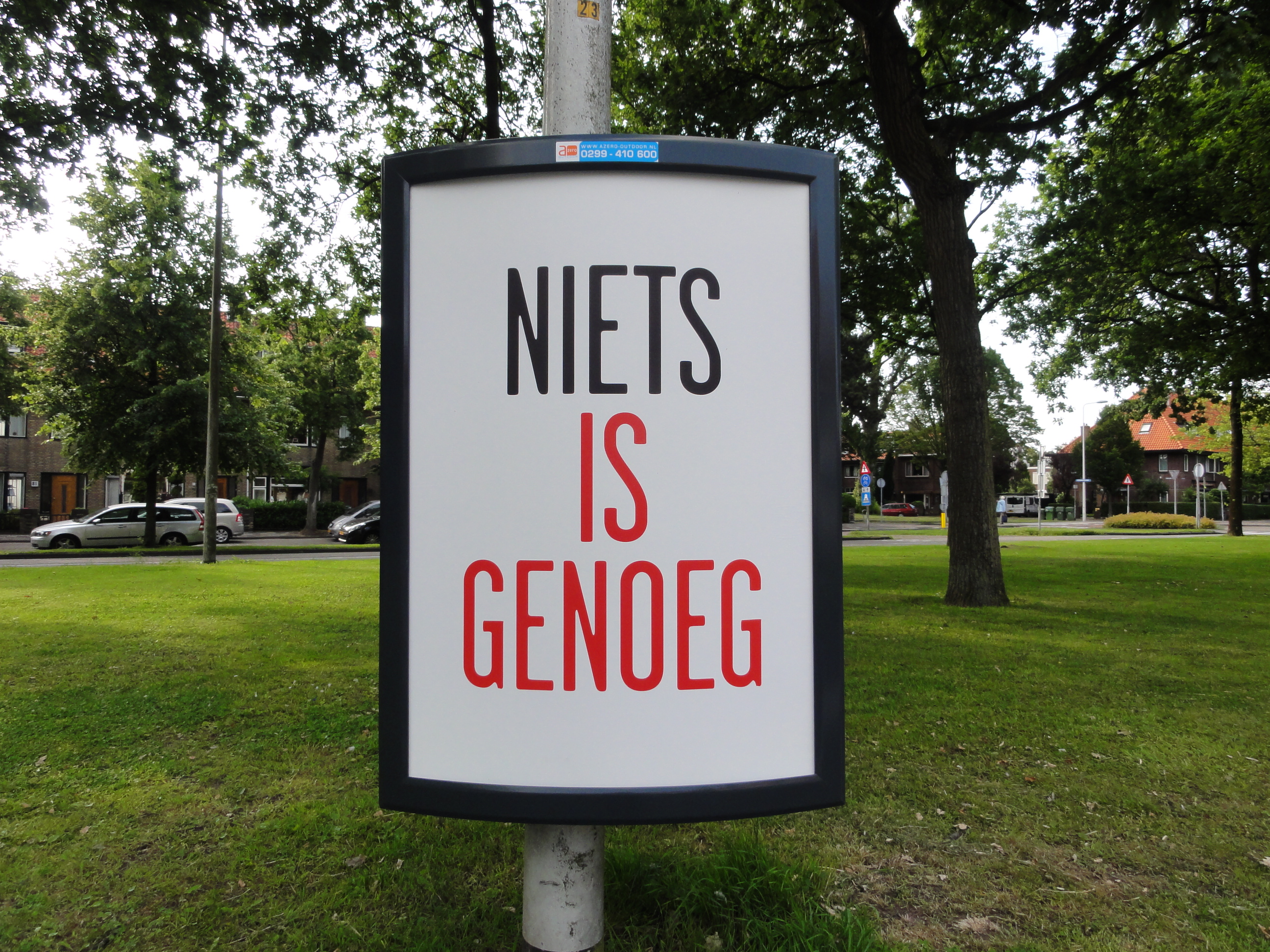

المادية هي رغبة مفرطة في الحصول على السلع المادية واستهلاكها. غالبا ما يرتبط بنظام القيم الذي يتم بمقتضاه تحديد الحالة الاجتماعية حسب الثروة (والمشاهرة بالاستهلاك)، وكذلك التصور بأن السعادة يمكن أن تزيد من خلال شراء وإنفاق ومراكمة الثروة المادية.

## وجه التسمية
المادية في الاقتصاد مأخوذة من المادية في الفلسفة وهي التركيز على المادة في مقابل الجوهر والمعنى.

## التعريف

### قيمة المادية
المادية هي القيمة حيث يكون اقتناء السلع المادية بمثابة هدف مركزي في الحياة من خلال الاعتقاد بأنها مفتاح السعادة وأنه يمكن الحكم على النجاح من خلال الثروة المادية للناس.

## المادية والسعادة
باستخدام مقياسين للرفاه الشخصي، أظهرت دراسة أن المادية مرتبطة سلبا بالسعادة، مما يعني أن الأشخاص الذين يميلون إلى أن يكونوا ماديين كانوا أيضا أقل سعادة. عندما يحصل الناس على الكثير من المتعة من شراء الأشياء ويعتقدون أن الحصول على سلع مادية هي أهداف مهمة للحياة، فإنهم يميلون إلى الحصول على درجة أقل من الرضا عن الحياة. ترتبط المادية أيضا بمشاكل نفسية مثل الاكتئاب والنرجسية والارتياب.
تشير الأبحاث أيضا إلى أن تجارب الحياة، مثل الإجازات العائلية، تسعد الناس أكثر من شراء السلع المادية مثل السيارة. وحتى التفكير فيها يسرهم أكثر من التفكير في الأشياء المادية.

## الانتقاد
يأتي نقد المادية الاقتصادية من العديد من المصادر بما في ذلك الدين والبيئة والنشاط الاجتماعي. تعارضها العديد من الديانات المادية بسبب الاعتقاد بأنها تتعارض مع الدين أو أنها من الآفات. يعتقد أنصار البيئة أن الزيادة في المادية (وبالتالي الزيادة في الطلب على الموارد) غير مستدامة، خاصة عندما يصاحبها نمو سكاني، وغالبا ما يؤدي ذلك إلى تدمير الطبيعة أكثر فأكثر. يعتقد بعض النشطاء الاجتماعيين أن المادية غالبا ما تكون مصدرا لمشاكل مثل الجريمة والتلوث والتدهور البيئي والحرب والتفاوت الاقتصادي والفقر والقمع والإبادة الجماعية.